# 信和集團
信和集團，於1971年成立，由黃氏家族私人控股公司及3家上市公司組成：分別為信和置業有限公司（港交所：0083）、 尖沙咀置業集團有限公司（港交所：0247）及信和酒店（集團）有限公司（港交所：1221）。
作為香港主要地產發展商之一，信和集團的核心業務包括物業發展及物業投資，多年來與社區共同成長。集團擁有多元化物業組合，包括住宅、寫字樓、工業、商場及酒店項目，足跡遍及香港、中國內地、新加坡及澳洲，興建逾250個發展項目，總面積超過1.3億平方呎。集團同時從事與物業管理、酒店投資及管理相關業務，包括富麗敦酒店及度假村與其他聯屬品牌。
集團以「建構更美好生活」為願景，透過「綠色生活」、「創新構思」和「心繫社區」三項關鍵元素，建構宜居、宜作、宜樂的社區。可持續發展更是信和集團業務營運不可或缺的一環，集團致力為持份者創造價值，並透過業務範疇推動可持續發展，建構更美好未來。

## 歷史
信和置業有限公司於1971年1月5日成立。尖沙咀置業集團有限公司，信和置業有限公司的控股公司，於1972年在香港聯交所上市。信和置業有限公司於1981年在香港聯交所上市。於1995年，信和置業有限公司將其酒店業務分拆成信和酒店（集團）有限公司，並於香港聯交所上市。

## 管理層

### 主席
1. 黃廷方（1970–1991）：創辦人
2. 黃志祥（1991–）：黃廷方之子

### 副主席
1. 黃永光（2017–） ：黃志祥之子

## 上市公司

### 信和置業有限公司
信和置業有限公司（港交所：083）為香港主要地產發展商。集團核心業務包括發展住宅、寫字樓、工業及商場作銷售和投資，亦從事一系列酒店及與物業相關的業務，包括物業管理、會所管理、停車場管理、環衞、保安服務及款待業務。集團業務遍及香港、內地、新加坡及澳洲。
信和置業秉持良好企業公民精神，積極參與各項關懷社區和環保活動，以及推廣各類型藝術及文化項目，自2012年9月起納入為恆生可持續發展企業指數成份股，自2020年7月起納入為恆生ESG 50指數。

### 尖沙咀置業集團有限公司
尖沙咀置業為信和置業的控股公司。信和置業之業務於尖沙咀置業整體業務佔很大比重。

### 信和酒店（集團） 有限公司
信和酒店作為一個可靠信賴的酒店品牌，於香港建立廣泛的物業組合，致力透過賓至如歸的服務及現代化的設施，提供獨特的體驗，讓旅客感受在家般的舒適。酒店集團旗下7間香港酒店包括香港港麗酒店、皇家太平洋酒店、城市花園酒店、港島太平洋酒店、香港黃金海岸酒店、中環·石板街酒店及香港遨凱酒店，提供合共2,700間客房及套房，以及營運尊尚豪華的黃金海岸鄉村俱樂部·遊艇會。 
信和集團亦擁有及管理富麗敦酒店集團，提供多個亞洲區受歡迎的度假及餐飲勝地，以及逾1,300間時尚高雅的客房及套房，當中四間標誌性酒店包括新加坡富麗敦酒店、新加坡富麗敦海灣酒店、悉尼富麗敦酒店，以及已於二零二二年開幕的香港富麗敦海洋公園酒店 （页面存档备份，存于），還有佔地廣達一百四十萬平方尺位於新加坡的富麗敦天地。

## 相關連結
遠東機構是新加坡一間地產企業，同樣由黃氏家族持有。

## 外部連結
- - 信和集團的商業數據：Google Finance
  - Yahoo! Finance
  - Reuters
  - Bloomberg

- 信和集團（页面存档备份，存于）